# Aabenraa (gemeente)
Aabenraa (plaatselijke voorkeurspelling) of Åbenrå (spreek uit: obenro; Duits: Apenrade; Fries: Apenrua) is een gemeente in de Deense regio Zuid-Denemarken (Syddanmark) die 59.003 inwoners telt (2017). De gemeente ligt tegen de Duitse grens, ten noorden van Flensburg.
Tot 2007 had Aabenraa een oppervlakte van 128,68 km² en 22.132 inwoners. Bij de gemeentelijke herindeling van 2007 ontstond de nieuwe gemeente Aabenraa uit de oude gemeenten Aabenraa, Bov, Lundtoft, Rødekro en Tinglev.
Bij de parlementsverkiezingen van 18 juni 2015 was Aabenraa de gemeente met het hoogste percentage stemmen van de als eurosceptisch beschouwde Dansk Folkeparti: 31,9% tegen 21,1% landelijk.

## Plaatsen in de gemeente
| - Aabenraa - Bjerndrup - Bolderslev - Bovrup - Bylderup-Bov - Fårhus - Felsted - Genner - Hellevad - Hjordkær - Holbøl - Hostrupskov - Hovslund St. - Kliplev | - Kollund - Kollund Østerskov - Kruså - Løjt Kirkeby - Padborg - Ravsted - Rens - Rødekro - Søgård - Stubbæk - Tinglev - Uge - Varnæs |

## Parochies in de gemeente
| - Aabenraa - Bjolderup - Bov - Burkal - Bylderup - Egvad - Ensted - Felsted - Hellevad - Hjordkær | - Holbøl - Kliplev - Løjt - Øster Løgum - Ravsted - Rise - Tinglev - Uge - Varnæs |

Aabenraa · Ærø · Assens · Billund · Esbjerg · Faaborg-Midtfyn · Fanø · Fredericia · Haderslev · Kerteminde · Kolding · Langeland · Middelfart · Nordfyn · Nyborg · Odense · Sønderborg · Svendborg · Tønder · Varde · Vejen · Vejle
- International Standard Name Identifier: 0000 0004 0460 6616
- MusicBrainz: 7f8adf7e-30a1-461a-8672-00abb5667ef9